# 요크가
요크 왕가는 요크셔를 기반으로 한 플랜태저넷 왕가의 방계인 잉글랜드의 왕가이다. 15세기에 3명의 잉글랜드 군주를 배출하였다. 시조는 제1대 요크 공작인 랭글리의 에드먼드로 잉글랜드의 에드워드 3세의 4남이었다.

## 초기 역사
제1대 요크 공작이었던 랭글리의 에드먼드는 두 아들이 있었다. 장남 노르윅의 에드워드는 아버지를 이어 제2대 요크 공작이 되었으나 1415년 백년전쟁의 한 전투인 아쟁쿠르 전투에서 전사하였다. 에드워드에게는 자손이 없었다.
그의 동생 제 3대 캠브릿지 백작 코니스버프의 리처드는 앤트워프의 리오넬의 증손녀이자 제4대 마치 백작 에드먼드의 동생인 모르티메의 앤과 결혼하였다. 제4대 마치 백작 에드먼드는 잉글랜드의 리처드 2세의 추정상속인이었다. 1425년 제4대 마치 백작 에드먼드가 후계없이 사망하자 앤은 그의 지위를 이어받았다. 그러나, 1399년 이미 랭커스터 왕가의 잉글랜드의 헨리 4세가 왕위에 올랐기 때문에 이들의 왕위 계승권은 시기가 지난 것이었다. 제2대 요크 백작 에드워드가 전사한 후 코니스버프의 리처드와 모르티메의 앤 사이에서 태어난 리처드 플랜태저넷이 제3대 요크 공작의 지위에 오른다. 리처드 플랜태저넷은 어머니의 마치 백작 지위도 함께 물려받았다.

## 장미 전쟁
잉글랜드의 헨리 6세가 정신이상으로 더 이상 정치에 관여할 수 없게 되자 요크 공작 리처드 플랜태저넷이 섭정이 되어 정치를 도맡게 된다. 이를 왕위에 대한 위험으로 간주한 왕비 앙주의 마거릿은 제1대 서머셋 공작 존 뷰포트의 도움을 받아 리처드를 추방하였다. 리처드는 군대를 몰고 돌아왔으며 이로써 장미 전쟁이 발발하였다. 리처드는 자신이 상속한 마치 백작과 에드워드 3세의 추정상속인의 지위에 따라 정신이상에 걸린 헨리 6세를 대신하여 왕위에 오를 권리가 있다고 주장하였다.
전쟁의 와중에 요크 공작 리처드 플랜태저넷은 전사하였으나 요크 왕가는 랭커스터 왕가를 격파하고 리처드의 아들 잉글랜드의 에드워드 4세가 왕위에 올랐다. 그 후 요크 왕가는 튜더 왕가에 패배할 때까지 잉글랜드를 통치하였다.

## 몰락
잉글랜드의 에드워드 4세가 사망하자 왕위는 당시 10세에 불과한 그의 아들 잉글랜드의 에드워드 5세가 계승하였다. 그러나 에드워드 4세의 동생이었던 잉글랜드의 리처드 3세가 조카인 에드워드 5세와 그의 동생 요크 공작 리처드를 런던탑에 가두고 즉위하였다. 이에 반발한 요크 왕가의 일원들은 랭커스터 왕가의 후계인 튜더 왕가의 잉글랜드의 헨리 7세에게 도움을 요청하였다. 헨리 7세는 리처드 3세를 격파하고 잉글랜드의 왕위에 오르게 되었다.

## 역대 공작과 군주
요크 왕가의 역대 공작과 군주는 다음과 같다.

### 요크 공작
| 이름                                          | 초상 | 출생                                                                                  | 혈연                                                                           | 사망                                |
| --------------------------------------------- | ---- | ------------------------------------------------------------------------------------- | ------------------------------------------------------------------------------ | ----------------------------------- |
| 랭글리의 에드먼드 (요크왕가의 시조) 1385–1402 |      | 1341년 6월 5일 킹스 랭글리 잉글랜드의 에드워드 3세와 필리파의 하인나울트의 아들       | 첫 부인, 카스틸의 이사벨라 1372년 자녀 3 두 번째 부인, 홀랜드의 요안 자녀 없음 | 1402년 8월 1일 킹스 랭글리 61세     |
| 노리치의 에드워드 1402–1415                   |      | 1373년 노리치 랭글리의 에드먼드와 카스틸의 이사벨라의 아들                            | 혼인하지 않음                                                                  | 1415년 10월 25일 아쟁쿠르 42세      |
| 리처드 플랜태저넷 1415–1460                   |      | 1411년 9월 21일 코니스버프의 리처드와 (노리치의 에드워드의 동생) 모르티메의 앤의 아들 | 세실리 네빌 1437년 자녀 13명                                                   | 1460년 12월 30일 웨이크필드 42세    |
| 에드워드 4세 1460–1461                        |      | 1442년 4월 28일 루앙 리처드 플랜태저넷과 세실리 네빌의 아들                           | 엘리자베스 우드빌 1464년 5월 1일 자녀 10명                                     | 1483년 4월 9일 웨스트민스터 궁 40세 |

1461년, 에드워드 플랜태저넷이 잉글랜드의 에드워드 4세로 즉위로 잉글랜드의 군주는 요크 공작을 겸하게 되었다. 에드워드 4세의 사망 후 왕위는 잉글랜드의 에드워드 5세에게 요크 공작의 지위는 쉬로우스버리의 리처드에게로 계승되었다.

### 군주
| 이름                                                   | 초상 | 출생                                                                    | 혈연                                                   | 사망                                       |
| ------------------------------------------------------ | ---- | ----------------------------------------------------------------------- | ------------------------------------------------------ | ------------------------------------------ |
| 에드워드 4세 1461년 3월 4일– 1470년 10월 3일 1471–1483 |      | 1442년 4월 28일 루앙 리처드 플랜태저넷과 세실리 네빌의 아들             | 엘리자베스 우드빌 1464년 5월 1일 자녀 10명             | 1483년 4월 9일 웨스트민스터 궁 40세        |
| 에드워드 5세 1483년 4월 9일 - 6월 25일                 |      | 1470년 11월 2일 웨스트민스터 궁 에드워드 4세와 엘리자베스 우드빌의 아들 | 결혼하지 않음                                          | 1483년 경 런던 약 12세(살해된 것으로 추정) |
| 리처드 3세 1483–1485                                   |      | 1452년 10월 2일 포더링헤이 성 리처드 플랜태저넷과 세실리 네빌의 아들    | 앤 네빌 웨스트민스터 대수도원 1472년 7월 12일 아들 1명 | 1485년 8월 22일 보즈워스 필드 32세 (전사)  |

## 요크 공작
- 요크 공 리처드 2세 1474 - 1483
- 리처드 3세 1483 - 1485
- 잉글랜드의 헨리 7세 1485 - 1494
- 잉글랜드의 헨리 8세 1494 - 1509
- 잉글랜드의 찰스 1세 1605 - 1625
- 잉글랜드의 제임스 2세 1633
- 잉글랜드의 제임스 2세 1644 - 1685
- 잉글랜드의 제임스 2세 1685 - 1701
- 제임스 에드워드, 1701 - 1726 제임스 2세의 아들
- 요크의 어니스트 아우구스트  1716 - 1728, 독일의 어니스트 아우구스트의 아들, 조지 1세의 동생
- 헨리 에드워드, 1728 - 1747, 제임스 2세의 손자, 제임스 에드워드의 아들, 찰스 에드워드의 동생
- 요크의 에드워드 3세 1760 - 1767, 프레데릭 루이스의 차남, 조지 2세의 손자, 조지 3세의 동생
- 요크의 프레데릭 1784 - 1827, 조지 3세의 아들, 조지 4세의 동생
- 그레이트브리튼의 조지 5세 1892 - 1910
- 그레이트브리튼의 조지 6세 1920 - 1936

## 같이 보기
- 왕위 요구자